# ناچاروو
ناچاروو (به لاتین: Nacharovo) یک منطقهٔ مسکونی در روسیه است که در باشقیرستان واقع شده‌است.